# انتشار استخدام التبغ
تم تقرير انتشار استخدام التبغ من قبل منظمة الصحة العالمية، وركزت على تدخين السجائر بسب محدودية البيانات المقررة.وقد تم دراسة على التدخين أكثر من اشكال استهلاك التبغ الأخرى.
إن التدخين منتشر بين الرجال أكثر ب 5 مرات من النساء. ومع ذلك، الفجوة بين الجنسين تختلف من دولة إلى أخرى وتكون أصغر في الفئات العمرية الصغيرة. في الدول المتقدمة معدل التدخين للرجال قد وصل ذروته وببدأو بالانخفاض وكذلك لدى النساء.
منذ منتصف التسعينيات تغير انتشار التدخين قليلاً، قبل ذلك الوقت قل التدخين في الدول الناطقة بالإنجليزية بسبب تنفيذ اجراءات مكافحة التبغ.
ومع ذلك فإن أعداد المدخنين حول العالم ازدادتمن 721 مليون في 1980 إلى 967 مليون في 2012 وأيضاً ازداد عدد السجئر التي تم تدخينها من4.96 ترليون إلى 6.25 ترليون بسبب النمو السكاني.
التدخين بالدول الغربية ينتشر بشكل أكبر بين السكان الذين يعانون من مشاكل عقلية ومشاكل تتعلق بالكحول والمخدرات، وبين المجرمين، وبين المشردين.
في 2002 حوالي 20% من المراهقين الشباب (الذين تتراوح أعمارهم من 13عام إلى 15عام)حول العالم يدخنون. 80000 إلى 100000 طفل يبدأون التدخين يومياً. نصف الذين يبدأون بالتدخين في سن المراهقة من المتوقع أن يستمروا في التدخين من 15 إلى 20 سنة.
صرحت منظمة الصحة العالمية قائلة«إن الكثير من عبء المرض والوفيات المبكرة التي تعزى إلى التدخين تؤثر بشكل غير متناسب على الفقراء».من 1.22 مليار مدخن، يوجد مليار شخص منهم يعيش في دول نامية أو دول يمر اقتصادها بمرحلة انتقالية. استقر معدل التدخين أو انخفض بالدول المتقدمة. وفي الدول النامية استهلاك التبغ يزداد بنسبة 3.4% لكل سنة من 2002.